# Murang’a
Murang’a – miasto w Kenii, centrum administracyjne hrabstwa Murang’a. W 2019 liczyło 43,3 tys. mieszkańców.